# Десант в Керченском порту (1944)
Десант в Керченском порту — тактический морской десант, высаженный 22—23 января 1944 года кораблями Азовской военной флотилии для содействия войскам Отдельной Приморской армии на Керченском плацдарме в ходе Великой Отечественной войны.

## План и подготовка операции
Десант высаживался в ходе частной наступательной операции войск Отдельной Приморской армии (командующий генерал армии И. Е. Петров). После неудачной операции на правом фланге армии и десанта на мыс Тархан генерал Петров решил вернуться к идее нанесения удара на левом фланге — непосредственно через город Керчь. Задача десанта — высадиться в Керченском порту, нанести удар через порт и железнодорожную станцию навстречу войскам армии, которые должны были перейти в атаку на встречном направлении. Результатом должно было стать полное освобождение Керчи и создание угрозы с юга для всей немецкой обороны на Керченском полуострове. Советским войскам противостояли части 17-й немецкой армии под командованием генерала инженерных войск Эрвина Йенеке. В течение января 1944 года они здесь были значительно усилены за счёт переброски войск из внутренних районов Крыма.
В первый эшелон десанта были выделены части морской пехоты Азовской флотилии и Черноморского флота (369-й и 393 отдельные батальоны морской пехоты), всего 1407 человек, во второй эшелон — 1135-й стрелковый полк из 339-й стрелковой дивизии. Исследователь Е. П. Абрамов приводит более высокую численность десанта — до 1900 человек. Высадку десанта производила Азовская военная флотилия (исполняющий обязанности командующего контр-адмирал Г. Н. Холостяков).

## Ход операции
В 19:40 22 января 1944 года первый отряд десанта (393-й батальон морской пехоты Черноморского флота, 598 человек, 44 станковых и ручных пулемёта, 17 противотанковых ружей, 6 миномётов, командовал им в операции майор Н. В. Старшинов) завершил погрузку и вышел из бухты Опасная (Керченский полуостров) на 16 тендерах, 4 бронекатерах, 3 торпедных катерах, 3 катерах-тральщиках, 1 катере «малый охотник». Для отвлечения внимания от места высадки противника береговая артиллерия вела интенсивный обстрел участка побережья у мыса Ак-Бурун, имитируя артподготовку в ложном пункте высадки. Там же отряд из 3 торпедных катеров имитировал высадку десанта. После 23:00 часов началась высадка бойцов в Керчи в районе Широкого мола. Примерно в 4:00 утра 23 января теми же катерами был высажен второй отряд десанта (369-й батальон морской пехоты, 412 человек, 2 орудия, командир майор Судариков).
Всего в высадке из 27 участвовавших катеров и кораблей противник уничтожил артиллерийским огнём 2 тендера. Из состава десанта при высадке погибли 35 и ранено 40 бойцов, из личного состава кораблей — 5 убито и 16 ранено.
Одновременно с высадкой десанта перешли в наступление войска Приморской армии. При прорыве немецкой обороны на подступах к Керчи они использовали фугасные огнемёты. Фронт был прорван и советские войска ворвались в Керчь. Воспользовавшись фактором внезапности и возникшей неразберихой противника, десантники заняли часть территории порта, ворвались в город, отбили несколько господствующих зданий и железнодорожную станцию Керчь-1. Поскольку высадка производилась в полосе вражеской обороны, десанту сразу пришлось вступить в бой с превосходящими силами врага. Наступление 339-й стрелковой дивизии с фронта после первоначального успеха застопорилось. Неудачным оказался и план действий десанта — каждый батальон должен быть выполнять самостоятельную задачу на значительном по меркам боя в городе расстоянии (до 1 километра) друг от друга, что привело к потере их взаимодействия.
Негативным фактором стало и то, что при высадке второго эшелона десанта — 1135-го стрелкового полка — из-за сплошного боя на морском берегу командир отряда высадки Азовской флотилии допустил ошибку и произвёл высадку второго эшелона десанта на территории, уже занятой советскими войсками. Поскольку боем десанта должен был руководить шедший с этим эшелоном командир полка, то высаженные ранее батальона морской пехоты остались предоставленными сами себе.
В результате 393-й батальон, нанося удар вдоль побережья, вышел с тыла к полосе обороны противника и атаковал её совместно с наступавшими с фронта войсками. В ходе боя батальон соединился с основными силами. На этом направлении положение войск было улучшено, линия фронта перенесена на 2-4 километра западнее. 369-й батальон оказался в сложной ситуации, поскольку на участке его действия атаки 339-й дивизии с фронта были отбиты. Сначала ему удалось прорваться вглубь города, оттуда противник оттеснил батальон в район консервного завода. После упорного боя на территории завода по приказу командования значительно поредевший батальон отошёл к побережью и прорвался на соединение с главными силами на том же участке, что и 393-й батальон после 2 часов ночи 24 января.
Наступательная операция на этом направлении продолжалась до 31 января, но более успеха не имела и была прекращена.

## Результаты и последствия операции
План операции был выполнен только частично, достигнуть намеченных рубежей не удалось, но определённого улучшения занимаемых позиций всё-таки удалось добиться. В ходе операции противник уничтожил артиллерийским огнём 2 тендера. Авиация флота совершила днём 23 января более сотни вылетов на прикрытие десантников, по данным лётчиков, сбито 10 самолётов противника, наши потери — 5 самолётов. Потери в личном составе десанта составили 82 погибших и 143 раненых. Потери противника тоже были велики: десантные батальоны захватили и вывели к своим свыше 180 пленных (в том числе 150 немцев, 30 румын, остальные «хиви»), уничтожили свыше 300 солдат, 6 орудий, 14 пулемётов и 3 склада.
Две подряд в целом неудачные десантные операции (на мыс Тархан и в Керченский порт) вызвали беспокойство в Ставке Верховного Главнокомандования. 27 января командующему Отдельной Приморской армии Петрову была направлена жёсткая директива Сталина о неправильных действиях армии, а 6 февраля 1944 года в штаб армии внезапно для всех прибыл её новый командующий генерал армии А. И. Еременко. Петров был понижен в звании до генерал-полковника (один из двух случаев понижения в звании генерала армии за всю войну) и после нескольких месяцев пребывания в резерве направлен на фронт с понижением в должности. Вслед за ним был снят с должности командующий Черноморским флотом Л. А. Владимирский (Азовская флотилия находилась в его оперативном подчинении).